# Уэйт, Томас (цареубийца)
Томас Уэйт (англ. Thomas Waite или Thomas Wayte; умер в 1688) — английский военный, который воевал за парламент в Английской гражданской войне, член Долгого парламента, и один из цареубийц короля Карла I.

## Биография
Уэйт был родом из Ратленда, и, как говорят, был сыном пивовара на Рынке Овертон в этом графстве. Он пошёл в армию Парламента. Сделав такой хороший шаг в своё время с пользой для себя, он получил должность полковника, и место в Долгом Парламенте. В 1643 году он обыскал, всё перевернув, покои короля возле Берли Хаус (англ. Burley House), — в то время он был полковником, и, по-видимому как следствие этого, потом или сразу незамедлительно после этого стал губернатором Берли-он-де-Хилл, в графстве Ратленд.
Уэйт написал в парламент в 1648 году, что он напал на след устроителей мятежа в Стамфорде, и у замка Вудкрофт в Кембриджшире. Он убил доктора Хадсона, который командовал теми силами, и некоторых его сподвижников. Томас Уэйт взял много пленных, но отпустил земляков. Парламент ответил выражением благодарности и постановил, что генерал должен дать ему полномочия судить заключённых по законам военного времени. Вскоре после этого он сообщил о поражении и захвате герцога Гамильтона.
В качестве одного из грандов армии, Уэйт стал одним из 59 комиссаров, которые заседали в суде во время суда над Карлом I. Он присутствовал на заседаниях суда 25, 26, и 27 января 1649 года, первые два в Окрашенной палате и в последнее из них в Вестминстер-Холл, когда выносился приговор в отношении Карла I, и он подписал и заверил печатью документ, который направил короля на казнь.
После этого события мы ничего не слышим о Уэйте. До реставрации монархии он, по-видимому, был забыт парламентом и Оливер Кромвель полностью отказался от него, когда стал лордом-протектором, и даже упустить его имя как одного из комитета в Ратленд, который он использовал во время Первого Содружества.
Он не получил общего прощения согласно Акту о Возмещении убытков и Помиловании 1660 года, сдался, и 10 октября 1660 года был "принят в адвокатуру" (англ. "called to the bar") в Здание для Сессий в Олд-Бейли. Он вёл себя беспокойно в суде, выкладывая свои аргументы, не желая быть признанным виновным и «кривил душой». На суде он был признан виновным в цареубийстве, но его приговор был заменён на пожизненное заключение, так как суд решил, что он был принуждён Кромвелем и Генри Айртоном согласиться на казнь короля, что сам Кромвель руководил рукой Уэйта, когда он подписывал смертный приговор. Жена Уэйта, Джейн, безуспешно ходатайствовал о его освобождении ради их пятерых детей и Уэйт был заключен в замок Монт-Оргёй на острове Джерси.
Он был похоронен в Сент-Сейвьер на острове Джерси 18 октября 1688 года.